# Hadruroides vichayitos
Espèce
Hadruroides vichayitos est une espèce de scorpions de la famille des Caraboctonidae.

## Distribution
Cette espèce est endémique de la région de Piura au Pérou. Elle se rencontre vers Vichayitos de 20 à 28 m d'altitude.

## Description
Le mâle holotype mesure 43,3 mm et la femelle paratype 40,8 mm, les mâles mesurent de 34,4 à 43,7 mm et les femelles de 40,3 à 40,8 mm.

## Étymologie
Son nom d'espèce lui a été donné en référence au lieu de sa découverte, Vichayitos.

## Publication originale
- Ochoa & Prendini, 2010 : The genus Hadruroides Pocock, 1893 (Scorpiones, Iuridae), in Peru : new records and descriptions of six new species. American Museum of Natural History, no 3687, p. 1-56 (texte intégral).